# Chalkis
Chalkis, capitala insulei Euboea din Grecia, este un oraș situat la strâmtoarea Euripus în cel mai nordic punct al ei.
- Coordonate: 37,4625 (38°27'45") N, 23,5950 (23°35'42") E
- Altitudine: 5 m
- Cod poștal: GR-341 00

## Locuitori
| An   | Locutori             |
| ---- | -------------------- |
| 1981 | 44 847               |
| 1991 | 51 646, 60 646 (mun) |
| 2005 | 54 000               |